# Galleri över fylkesvapen i Norge
Ett galleri över de vapen som förs av Norges fylken.

## Nuvarande vapen

Agder
Akershus
Buskerud
Finnmark
Innlandet
Møre og Romsdal
Nordland
Oslo
Rogaland
Telemark
Troms
Trøndelag
Vestfold
Vestland
Østfold

## Tidigare vapen

Aust-Agder
Hedmark
Hordaland
Nord-Trøndelag
Oppland
Sogn og Fjordane
Sør-Trøndelag
Vest-Agder
Vestfold og Telemark
Viken

## Ej antagna vapen

Svalbard